# VDL Citea
Il VDL Citea è un modello di autobus a pianale ribassato prodotto a partire dal 2007 dall'olandese VDL Bus & Coach. Ne sono state commercializzate anche una versione autosnodata ed una filoviaria. Nel 2011 è stato premiato come Bus of the Year mentre la versione elettrica ha vinto nel 2017 e nel 2022 il Red Dot Design Award nella categoria "Design di prodotto".
La produzione avviene presso gli stabilimenti di Valkenswaard e Heerenveen, nei Paesi Bassi, e Beveren, in Belgio.

## Storia
Il Citea è stato presentato in anteprima alla UITP Mobility and City Transport Exhibition 2007 di Helsinki come successore del Berkhof Ambassador prodotto da VDL Berkhof a partire dal 2001. Con la messa in produzione di questo modello, l'azienda ha interrotto anche la produzione dei precedenti Berkhof Diplomat e Berkhof Jonckheer. Il primo ordine arrivò nel 2008 dall'olandese Connexxion che ne acquistò 10 unità.
Nel 2010 l'azienda provvedette ad un restyling della gamma di Citea, modificando il frontale ed il posteriore, cambiando anche la fanaleria. La nuova versione può inoltre montare diversi motori in base alla valutazione del committente: Cummis, FPT e DAF. Nel 2015 è stato prodotto un prototipo bipiano per l'operatore tedesco Berliner Verkehrsbetriebe (BVG) che però non è stato commercializzato.

## Versioni
Il Citea è attualmente prodotto in diverse alimentazioni e in diverse lunghezze. La versione più recente, lanciata sul mercato nel 2013 è quella articolata, lunga 18 metri.

### Citea MLE
Durante il "Busworld 2013" ha debuttato il Citea MLE (Midi Low Entry). VDL si concentra così sul mercato dei minibus per il trasporto pubblico europeo. Il Citea MLE è stato sviluppato in collaborazione con Wrightbus, che lo ha commercializzato nei Paesi con guida a destra, con il nome "Wright Via Lite". Il Citea MLE è disponibile in quattro diverse lunghezze:
- MLE 88. Lunghi 8,80 metri.
- MLE 95. Lunghi 9,5 metri.
- MLE 102. Lunghi 10,2 metri.
- MLE 108. Lunghi 10,8 metri.

### Citea Prima Serie
È stato il primo tipo di Citea, entrato in produzione nel 2007 e fabbricato fino al 2010, anno del restyling alla carrozzeria.
È stato prodotto in diverse lunghezze.
- Citea CLF 120. Lungo 12,0 metri con pianale completamente ribassato.
- Citea CLE 120. Lungo 12,0 metri con pianale ribassato solo nella parte anteriore. Si presenta con la porta anteriore ridotta.
- Citea CLE 129. Lungo 12,9 metri con tre assi e pianale ribassato solo nella parte anteriore.
- Citea CLE 137. Lungo 13,7 metri con tre assi e pianale ribassato solo nella parte anteriore.
- Citea CLE 145. Lungo 14,5 metri con tre assi e pianale ribassato solo nella parte anteriore.

### Citea Seconda Serie

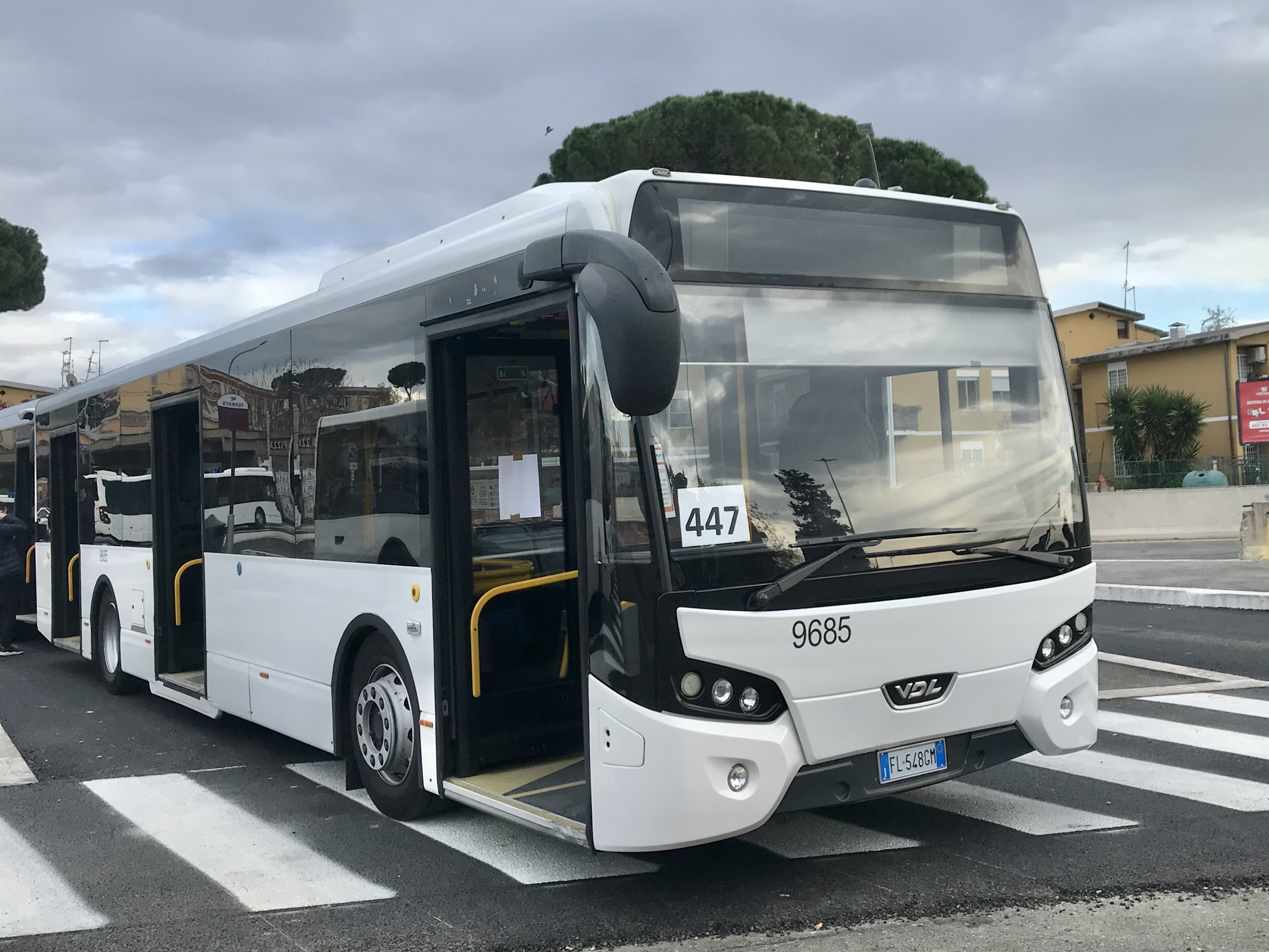
Un VDL Citea SLF 120 di Roma TPL

Il 14 settembre 2010, VDL Bus & Coach ha presentato il nuovo Citea; in tale versione si è provveduto a modificare il frontale ed il posteriore, cambiando anche la fanaleria. La nuova versione, contrassegnata ora dalla lettera S, può montare diversi motori in base alla valutazione del committente: si può scegliere, infatti, tra motori Cummis, FTP (Fiat Power Train) e DAF.
- Citea SLF 120. Lungo 12,0 metri con pianale totalmente ribassato.
- Citea SLE 120. Lungo 12,0 metri con pianale semi-ribassato.
- Citea SLE 120 CARGO. Lungo 12,0 metri con 2 metri cubi di spazio per i bagagli sotto il pavimento.
- Citea SLE 129. Lungo 12,9 metri con tre assi e pianale semi-ribassato.
- Citea XLE 137. È il successore del Citea CLE 137 a tre assi.
- Citea XLE 145. È il successore del Citea CLE 145 a tre assi.
- Citea XLE 145 CARGO. Lungo 14,5 metri con 2 metri cubi di spazio per i bagagli sotto il pavimento.
- Citea LLE. (Light low Entry) È il successore del Citea Ambassador.

### Citea SLF Electric
Durante il 60º Salone UITP Mobility & City Transport a Ginevra VDL ha presentato la nuovissima versione del Citea SLF con trazione completamente elettrica.

### Citea SLF Hybrid
La versione ibrida del Citea SLF 120 monta un motore diesel che, durante la marcia, aziona un generatore, che alimenta dei condensatori di potenza e dei motori elettrici. L'energia di frenata viene raccolta nei condensatori per essere poi restituita al motore durante la marcia.
Nel 2011, tre autobus di tipo SLF 120 Hybrid sono stati consegnati alla HEAG Mobibus di Darmstadt.

### Citea SLFA
Il Citea SLFA è una versione articolata del Citea SLF. Il bus, che nel 2010 è stato annunciato come il successore del Jonckheer Volvo B7LA, ha un motore Euro 6 ed è disponibile in due lunghezze diverse:
- Citea SLFA 180. Lungo 18,00 metri.
- Citea SLFA 180 TROLLEY. Lungo 18,00 metri in versione filobus bimodale, con motore diesel e generatore elettrico.
- Citea SLFA 187. Lungo 18,75 metri.

## Diffusione
Il Citea si è maggiormente diffuso nei paesi dell'Europa centrale e settentrionale riscuotendo un discreto successo nei suoi paesi di origine, Belgio e Paesi Bassi, oltre che in Danimarca, Germania, Finlandia e Svezia. Alcuni esemplari sono stati venduti anche nel Medio Oriente ed in special modo 518 sono stati acquistati dalla Roads and Transport Authority di Dubai (Emirati Arabi Uniti) mentre altri 70 hanno raggiunto Mascate (Oman).

### Europa
In Belgio i maggiori quantitativi sono stati acquistati da De Lijn, TEC e Veolia Transport Belgium. Inoltre un prototipo è stato consegnato a Société des Transports Intercommunaux Bruxellois - Maatschappij voor het Intercommunaal Vervoer te Brussel di Bruxelles. Nei Paesi Bassi il Citea si è diffuso capillarmente in diverse città, essendo presente in grandi quantitativi nelle flotte di GVB (Amsterdam) e RET (Rotterdam), oltre che nel trasporto interurbano regionale gestito da Keolis, Arriva e Connexxion. Il Citea ha avuto grande fortuna anche in Germania entrando nelle flotte di ASEAG (Aquisgrana), KVB (Colonia), BVG (Berlino), Rheinbahn (Düsseldorf) e NIAG (Renania Settentrionale-Vestfalia).
In piccoli quantitativi è presente anche in: Austria, Lussemburgo, Francia (un unico esemplare in servizio per conto di Keolis Métropole Orléans), Islanda, Italia, Norvegia, Polonia e Svizzera (presso AutoPostale e BVB).